# مخلص صديق الحيوان
مخلص صديق الحيوان، مسلسل رسوم متحركة من إنتاج ياباني. أخرجه شيراتو تاكيشي ولحن موسيقاه هيروشي سائيكي وأخرج رسومه ماساتو أوموري. بني المسلسل على قصة للكاتب الكندي الإنجليزي الأصلي إرنست ثومسون سيتون بعنوان روايات سينتون عن الحيوانات (Seton Animal Chronicles). تتحدث كل حلقة عن قصة مختلفة يسردها «مخلص» عن حيوان أو طائر ما. تبلغ عدد حلقات المسلسل 45 حلقة، عرضت ما بين 14 أكتوبر 1989 وحتى 22 ديسمبر 1990 م. دبلج المسلسل إلى العربية في أستديوهات شركة الشرق الأدنى. وقد ادى بدور الراوي نصرعناني. وبعض الشخصيات بصوت إيمان هايل وسهير فهد

## أغنية المقدمة العربية
الشمس والضياء
وهذه الجبال
والغيم في السماء
وخضرات التلال
ومخلص صديقنا...صديق الحيوان
بحبه يحيطنا...بالعطف والحنان
حياتنا معه...حكاية مثيرة
جميلة وممتعة...أحداثها الكثيرة
...أحداثها الكثيرة

يا مخلص يا أنسان
قص عليهم قصتك
على مدى الزمان
وأروي لهم حكايتك
وأروي لهم حكايتك

## أسماء المسلسل بلغات أخرى
- (باليابانية: シートン動物記)
- (بالإنجليزية: Seton Animal Chronicles)‏
- (بالألمانية: Setons Welt der Tiere)

## بعض الحلقات
- الولد الشجاع
- الأرنب ذو الأذن المشقوقة
- بوبي الوفي
- الكبش الجبلي
- الدب الصغير
- ذكر الحمام الزاجل
- قطط ضالة
- الكلب الشرس
- ذو الطوق الأحمر
- أسطورة الرنة البيضاء
- المشاكس الصغير
- زعيم الذئاب (حلقتان)
- صغار الراكون
- قائد الغربان
- الثعالب المفترسة
- الحصان الكستنائي

## وصلات خارجية
- (بالإنجليزية) معلومات عن المسلسل من شبكة أخبار الأنمي